# Bach (Eitorf)
Das Dorf Bach ist ein Ortsteil der Gemeinde Eitorf im Rhein-Sieg-Kreis im südlichen Nordrhein-Westfalen. Die Ortschaft war bis zum 1. Januar 1935 Teil der Gemeinde Merten.

## Lage
Der Ort Bach liegt am südlichen Ufer der Sieg an der Grenze zu Hennef (Sieg). Nachbarorte sind Merten im Westen und Mittelscheid (zu Hennef) im Süden. Durch Bach verläuft die Landesstraße 333.
Zu Bach gehören auch die ehemaligen Ortsteile Happach und Schützenau.

## Geschichte
1550 wurde en dr Bach erstmals wegen eines Landtausches erwähnt, 1555 wurde die vorher nördlich der Sieg gelegene Mühle des Klosters Merten hier neu aufgebaut. Im 17. Jahrhundert unterschied man zwischen Bach als Niederbach und einer talaufwärts gelegenen Siedlung Oberbach.
1885 hatte Bach 16 Häuser mit 67 Einwohnern. 1910 wohnten hier die Familien Müller Gottfried Arenz, Müllergehilfe Josef Arenz und Ackerer Peter Arenz, Tagelöhner Heinrich Bauer, Tagelöhnerin Elisabeth Becher, Fabrikarbeiterin Gertrud Becher, zwei Tagelöhner Peter Becher, Fabrikarbeiter Peter Engel, Witwe Jakob Esser und Rottenarbeiter Paul Esser, der Invalide Josef Frank, Witwe Josef Fratz, Fabrikarbeiter Heinrich Kuhl, Kohlenverlader Wilhelm Lichius, Kleinhändler Peter Wilhelm Löbach, Tagelöhner Peter Josef Odenthal, Tagelöhner Peter Josef Oel, Witwe Andreas Schallenberg, Tagelöhner Heinrich Schumacher, Rottenarbeiter Johann Vorbeck, Wegearbeiter Johann Wirges, Witwe Johann Wirges und Invalide Wilhelm Wirges, also 24 Haushalte.
1925 waren in Bach 23 Haushalte verzeichnet, darunter der Müller Martin Fuchs.